# A Web of Sound
A Web of Sound è il secondo album dei The Seeds, pubblicato dalla GNP Crescendo Records nell'ottobre del 1966. Il disco fu registrato il 5, 11, 12, 13, 14, 21 e 29 luglio 1966 al RCA Victor Studios e Columbia Studios di Hollywood, California.

## Tracce
Lato A
1. Mr. Farmer – 2:58 (Sky Saxon)
2. Pictures and Designs – 2:40 (Sky Saxon, Daryl Hooper)
3. Tripmaker – 2:40 (Daryl Hooper, Marcus Tybalt)
4. I Tell Myself – 2:25 (Marcus Tybalt)
5. A Faded Picture – 5:14 (Sky Saxon, Daryl Hooper)
6. Rollin' Machine – 2:28 (Sky Saxon)

Durata totale: 18:25
Lato B
1. Just Let Go – 4:04 (Sky Saxon, Daryl Hooper, Jan Savage)
2. Up in Her Room – 14:27 (Sky Saxon)

Durata totale: 18:31
Edizione doppio CD del 2013, pubblicato dalla Big Beat Records (CDWIK2310)
CD 1
1. Mr. Farmer – 3:11 (S. Saxon) – Stereo
2. Pictures and Designs – 2:41 (S. Saxon, D. Hooper) – Stereo
3. Tripmaker – 2:42 (D. Hooper, M. Tybalt) – Stereo
4. I Tell Myself – 2:24 (M. Tybalt) – Stereo
5. A Faded Picture – 5:23 (S. Saxon, D. Hooper) – Stereo
6. Rollin' Machine – 2:43 (S. Saxon) – Stereo
7. Just Let Go – 4:16 (S. Saxon, D. Hooper, J. Savage) – Stereo
8. Up in Her Room – 14:32 (S. Saxon) – Stereo
9. The Wind Blows Your Hair – 3:06 (S. Saxon, B. Biglow) – Bonus Track - Version 1
10. Dreaming of Your Love – 2:11 (S. Saxon) – Bonus Track - Version 2
11. Out of the Question – 3:14 (S. Saxon, R. Serpent) – Bonus Track - Version 4
12. I Tell Myself – 2:45 (M. Tybalt) – Bonus Track - Take 1
13. Pictures & Designs – 2:52 (S. Saxon, D. Hooper) – Bonus Track - Take 14
14. Just Let Go – 3:59 (S. Saxon, D. Hooper, J. Savage) – Bonus Track - Take 4
15. A Faded Picture – 5:33 (S. Saxon, D. Hooper) – Bonus Track - Take 1

Durata totale: 61:32
CD 2
1. Mr. Farmer – 3:08 (S. Saxon) – Mono
2. Pictures & Designs – 2:42 (S. Saxon, D. Hooper) – Mono
3. Tripmaker – 2:45 (D. Hooper, M. Tybalt) – Mono
4. I Tell Myself – 2:32 (M. Tybalt) – Mono
5. A Faded Picture – 5:19 (S. Saxon, D. Hooper) – Mono
6. Rollin' Machine – 2:36 (S. Saxon) – Mono
7. Just Let Go – 4:16 (S. Saxon, D. Hooper, J. Savage) – Mono
8. Up in Her Room – 14:32 (S. Saxon) – Mono
9. Pretty Face – 2:03 (L. Johnson) – A Full Spoon of Seedy Blues - Original Mono Mix
10. Moth and the Flame – 3:50 (S. Saxon) – A Full Spoon of Seedy Blues - Original Mono Mix
11. I'll Help You (Carry Your Money to the Bank) – 3:29 (S. Saxon) – A Full Spoon of Seedy Blues - Original Mono Mix
12. Cry Wolf – 6:07 (S. Saxon) – A Full Spoon of Seedy Blues - Original Mono Mix
13. Plain Spoken – 2:53 (M. Waters) – A Full Spoon of Seedy Blues - Original Mono Mix
14. The Gardener – 4:59 (S. Saxon) – A Full Spoon of Seedy Blues - Original Mono Mix
15. One More Time Blues – 2:26 (L. Johnson) – A Full Spoon of Seedy Blues - Original Mono Mix
16. Creepin' About – 2:45 (S. Saxon) – A Full Spoon of Seedy Blues - Original Mono Mix
17. Buzzin' Around – 3:44 (S. Saxon) – A Full Spoon of Seedy Blues - Original Mono Mix

Durata totale: 70:06

## Musicisti
- Sky Saxon - voce solista, basso
- Daryl Hooper - organo, pianoforte
- Jan Savage - chitarra
- Cooker - chitarra bottlenenck
- Rick Andridge - batteria

Note aggiuntive
- The Seeds - arrangiamenti
- Marcus Tybalt - produttore
- Dave Hassinger - ingegnere del suono
- Rafael Valentin - ingegnere del suono
- Doc Siegel - re-missaggio
- Mike Durrough - re-missaggio
- Stan Ross - re-missaggio